# Učka
Učka – góra w Chorwacji, we wschodniej części półwyspu Istria. Jej najwyższym szczytem jest Vojak (1396 m).
Jest zbudowana z wapienia i posiada liczne formy krasowe. Rozciąga się na długości ok. 23 km od przełęczy Poklon (922 m n.p.m.) do adriatyckiej zatoki Plominski zaljev. Na jej zboczach leżą m.in. wsie Mala Učka i Vela Učka.
W 1981 roku wydrążono pod nią tunel drogowy Učka o długości 5062 m. W 1999 roku wraz z częścią sąsiedniego płaskowyżu Ćićarija została objęta ochroną poprzez utworzenie parku przyrody o powierzchni 146 km².

## Galeria zdjęć

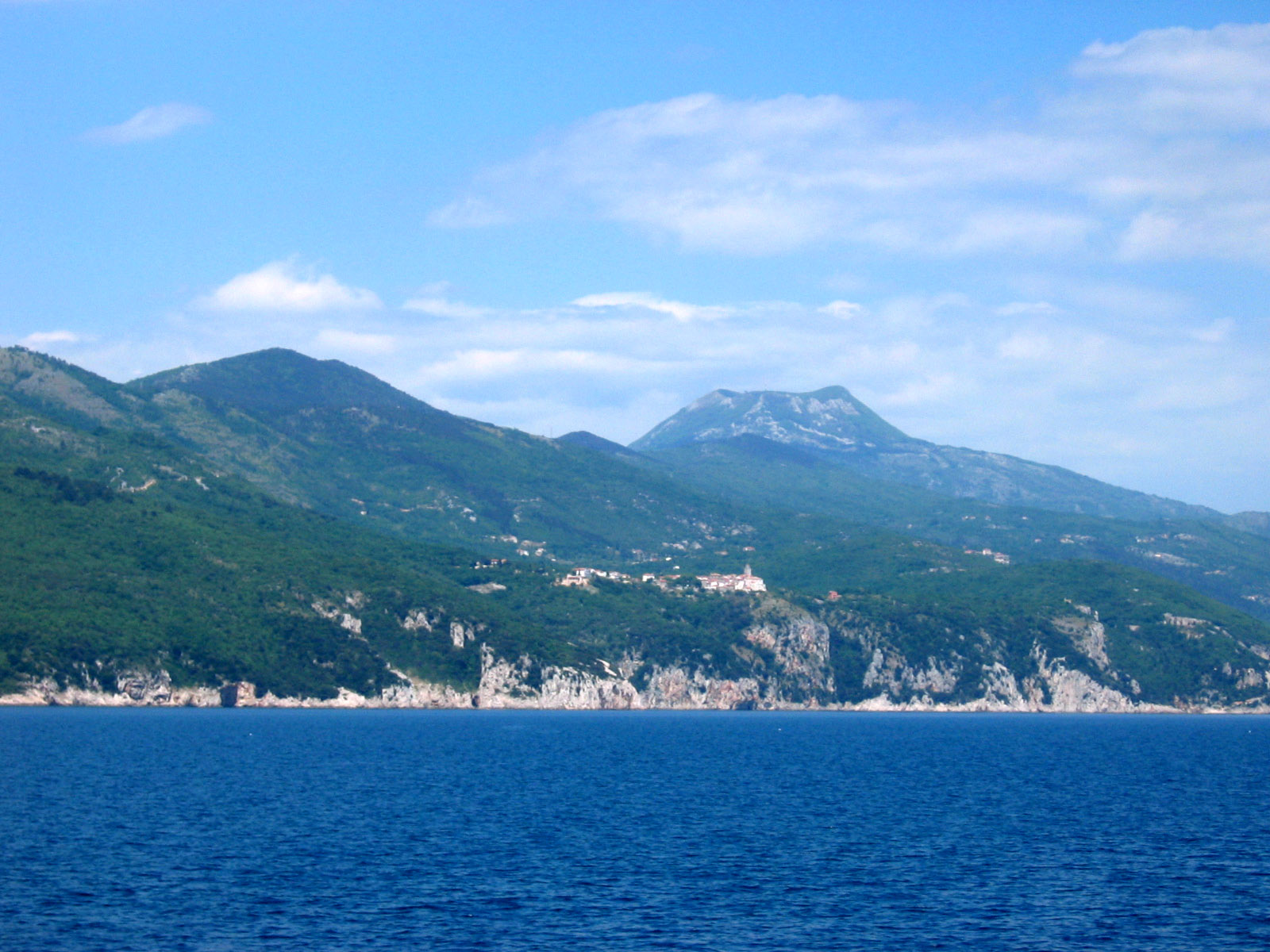
Učka
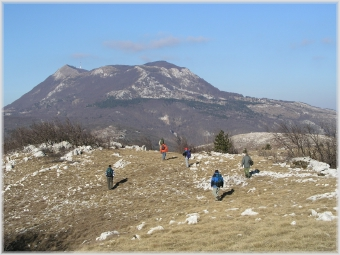
Učka
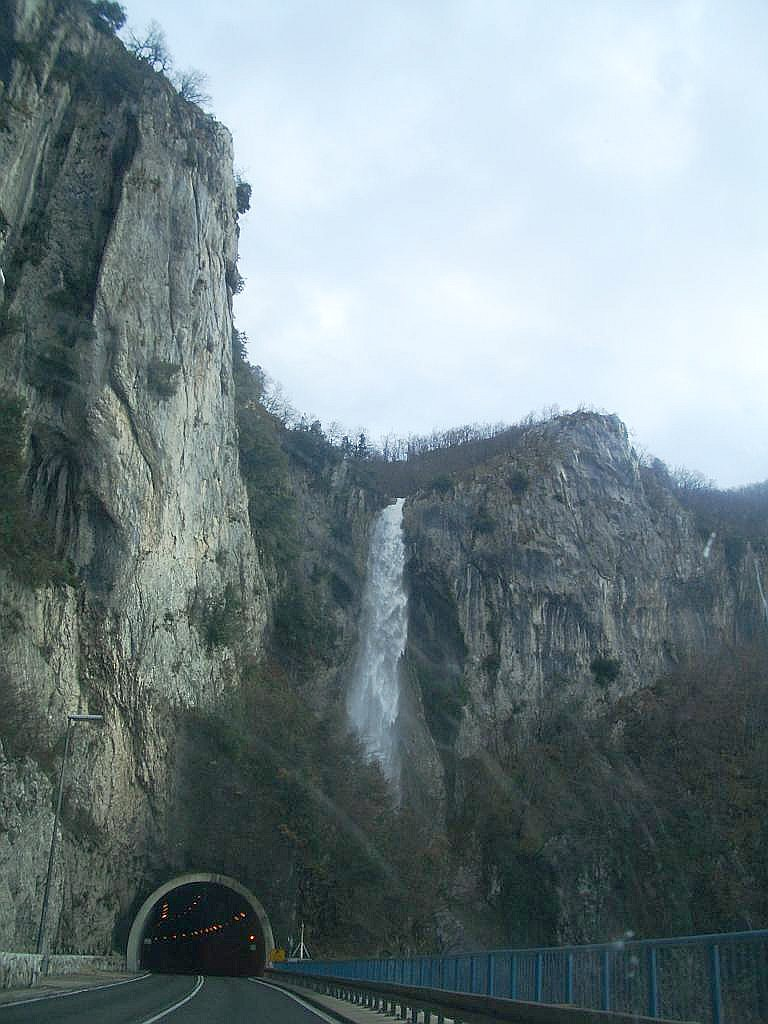
Tunel Učka